# Ippolito Buzio

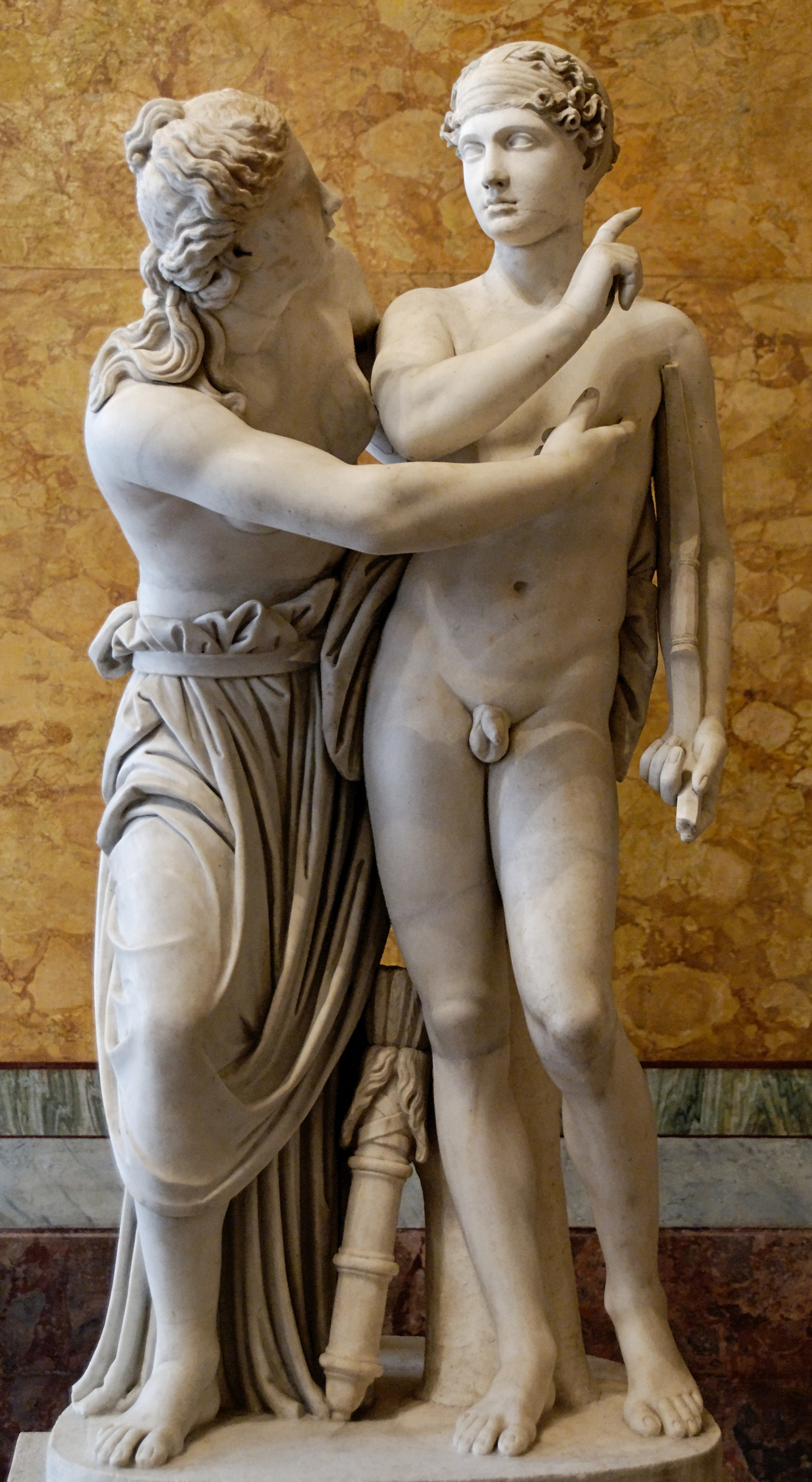
Amore e Psiche, una composizione di Buzio conservata al Palazzo Altemps

Ippolito Buzio (o Buzzi) (Viggiù, 2 febbraio 1562 – Roma, 23 febbraio 1634) è stato uno scultore italiano manierista..

## Biografia
Il primo lavoro noto dell'artista risale al 1592 con la realizzazione della testa raffigurante Alessandro Farnese montata su una statua di Giulio Cesare.
Per papa Clemente VIII Buzio lavorò nella cappella Aldobrandini nella Basilica di Santa Maria sopra Minerva.
Eseguì la statua di San Giacomo nella chiesa di San Giacomo in Augusta.
Al 1605 risalgono le sei erme scolpite nella villa Aldobrandini di Frascati.
Nel 1608 prese parte alla decorazione della cappella Paolina nella Basilica di Santa Maria Maggiore e due anni più tardi scolpì due angeli della Fontana dell'Acqua Paola al Gianicolo.
Nel 1618 realizzò la statua di San Bartolomeo per il duomo di Orvieto.